# Jerzy Feiner
Jerzy Leopold Feiner (ur. 20 lutego 1933 we Lwowie, zm. 14 kwietnia 2008 Los Angeles) – polski architekt, urbanista, konserwator zabytków, pedagog, fotograf, artysta malarz rysownik poliglota i wynalazca.

## Życiorys
Ukończył Liceum Sztuk Plastycznych w Krakowie oraz Wydział Architektury Politechniki Krakowskiej. Studiował na Akademii Sztuk Pięknych w Krakowie w pracowni Jerzego Fedkowicza, Hanny Rudzkiej Cybisowej i Eugeniusza Wańka. Po studiach pracował na stanowisku starszego projektanta w firmie architektonicznej Grimsgaard and Oien w Oslo. Po powrocie do Polski w końcu lat 50. pracował na Politechnice Krakowskiej, gdzie uzyskał doktorat i habilitację. W latach 70. XX w. równolegle do pracy dydaktyczno-naukowej na Politechnice Krakowskiej uczył w Państwowym Liceum Sztuk Plastycznych w Krakowie. Wykonał projekty architektoniczne; zdobył nagrodę za projekt architektoniczny kościoła w Kopenhadze, zaprojektował szpital w Kołobrzegu, przeprojektował Centrum Sztuki Nowoczesnej w Twardogórze i Centrum Rekreacyjne w Sielpii. W 1972, prowadząc działalność naukową na Politechnice Krakowskiej, opracował refraktometr dzienny, opatentowany przez Urząd Patentowy PRL pod numerem 74950. Był członkiem Związku Polskich Artystów Plastyków.
Pod koniec lat 70. wyjechał na kontrakt do Libii; w 1983 roku wyjechał do USA i zamieszkał w Los Angeles. Wykładał na Uniwersytecie Kalifornijskim w Los Angeles. Pełnił funkcję wiceprezesa Polish-American Illumination Architecture & Art w Los Angeles. W latach 90. piastował stanowisko głównego projektanta w O.M. Architectural Planning, Inc., Los Angeles.
Jego doświadczenie życiowe jest odbiciem pracy zawodowej i dorobku artystycznego na czterech kontynentach: Afryki, Ameryki, Azji i Europy.

## Twórczość
Jerzy Feiner wysoko oceniał twórczość i przyjaźń z Ludomirem Śleńdzińskim, który namalował dwa portrety Anny Kaczorowskiej-Feiner, małżonki Feinera. Wielokrotne wyjazdy do Meksyku również odbiły się w jego twórczości. Z okazji prowadzonych prac naukowych uczestniczył w sympozjach naukowych na Penn State University w Stanach Zjednoczonych, Roorkee Univerisity w Indiach, na uniwersytetach w Arabii Saudyjskiej i Japonii – podróże te odzwierciedliły się w jego twórczości.
W oleju malował impasto czasami pastoso a mając za sobą praktykę w wielu pracowniach doskonale opanował warsztat. Cykl obrazów ma charakter świetlisty innym razem szorstki wygenerowany w ciemnej tonacji tła. Liczne podróże wpływały na jego sposób tworzenia obrazów powodując że jego cykle obrazów różniły się od siebie stylem i percepcja wizualną. Przebywając w Grecji i innych krajach basenu śródziemnomorskiego stworzył cykl obrazów antycznych np. Neptun wynurzający się z morza. W Stanach Zjednoczonych, w 2001 roku namalował cykl płócien pt. Sceny Biblijne wystawione w pawilonie w Bewerly Hills w Parku Donalda Franklina. Do jednego z ostatnich cykli należy Epopea Klasyczna poruszająca tematy związane z mitami i symboliką odwołującą się do sztuki antycznej i filozofii kultury śródziemnomorskiej. Część obrazów z tych cyklów znajduje się na stronie internetowej Jerzego Leopolda Feinera.
Do polskich cykli należą prace pt. Powstanie Warszawskie w oczach Jerzego L. Feinera. O jego pracach wystawionych wspomniano w monografii pt. Jerzy L. Feiner: spirytualizm, symbolizm, szamanizm z Los Angeles autorstwa Marii Hussakowskiej-Szyszko opublikowanej przez krakowską Space Gallery.
Ilustrował tomiki poezji Bogusława Żurakowskiego i Anieli & Jerzego Gregorka

## Odznaczenia
Wybrane odznaczenia
- 1956 – I Prize for an Architectural Drawing in Students Competition, Art Department, Cracow, Poland[12].
- 1967 – Fellowship, American – Scandinavian Foundation[5],
- 1970 – Fellowship, Kingdom of Norway,
- 1977 – Golden Cross of Merit (Złoty Krzyż Zasługi)
- 1977 – Fellowship, 1st secretary of science, International Congress on the Restoration of Venice[5],
- 1981 – Fellowship, University of Roorkee (Roorkee, India),
- 1982 – Golden Lion Medal, Scottish Princess Innez (Złoty Medal Lwa Szkockiej Książniczki Innez),
- 1982 – Diploma, President of the Academy Euro-Africana, Rome (Italy)[5],
- 1982 – Honorable approbation awarded by the President and the City Council, Capranica-Viterbo, Italy[12],
- 1982 – Receipient of the „Dopingiamo il Centro Storico”, the Art Competition organized by the „Proloco”, Capranica-Viterbo, Italy[12],
- 1983 – 2nd prize, Pro-Loca Petrarca Association (Italy)[5],
- 1984 – National Endownment for the Arts. (Narodowy Fundusz Popierania Sztuki w Waszyngtonie)
- 1984 – Golden distinction, Los Angeles Olympic Organizing Committee[5],
- 1991 – 2nd place, Sequoia Foothill Arts Show[5],

## Wystawy indywidualne i zbiorowe[12]
- 1970: Wystawa indywidualna – Art Gallery of Polytechnic University of Cracow, Poland. Architectural Fantasy;
- 1971: Galeria Związku Architektów SARP – Sól Ziemi;
- 1971: An Individual Art Exhibit, Rhythm Gallery, Nowa Huta – Tectonic Structure. Ta wystawa mogła mieć miejsce kiedy małżonka Jerzego Feinera pełniła stanowisko dyrektora tej galerii.
- 1973: Royal Portrait Gallery, Londyn – Portrety Żony i Dzieci Artysty;
- 1973: Autumn Exhibition Hall, Pavilion BWA Cracow, Poland – wystawa zbiorowa;
- 1976 Exhibition with the group of artists titled: „Intellect and Intuition” Twardogóra, Poland. International meeting of artists[12].
- 1976 Gallery „Jatki” Wrocław, Poland. Group of artists from Twardogóra. „Twardogóra 76[12]”
- 1977: Galeria „GIL” – Politechnika Krakowska – Abstrakcja i Rzeczywistość;
- 1978: Mali Likowni Salon, Radnicki University, Novi Sad, Jugosławia – People in Abstrakt Space;
- 1978: Modern Art Gallery, Gὅteborg – Tectonic Structure;
- 1978: – Gallery of Rabensteig. Wiedeń. Wystawa zbiorowa[12];
- 1979: Libyan Cultural Center, Tripolis, Libia – Black Ink Drawings from Africa;
- 1979: Italian Art Cultural Institute, Trypolis, Libia – J.L.Feiner’s Paintings and Drawings from Africa;
- 1982: Polish Veterans Art Center in Italy, Rzym – Paintings, Drawings and Politic;
- 1982: Victoria Keri Gallery, wystawa zbiorowa, Londyn[12]
- 1983: Art Gallery Gannon University, Lubiac Library, Erie, Pennsylvania, Stany Zjednoczone – Drawings from the Trips around the World;
- 1984: Francesco Petrarca Art Center, Capranica-Viterbo, Włochy. Wystawa zorganizowana z Los Angeles – Jerzy Feiner uczestniczył w wernisażu; Flying Hosio;
- 1986: Pegasus Art Gallery, North Hollywood, Kalifornia. Wystawa indywidualna – Modern-Classical Performance;
- 1987: Pegasus Art Gallery, North Hollywood, Kalifornia. Wystawa indywidualna. – Landscapes from Coma;
- 1990: “RA” Art Gallery, Melrose Avenue, Los Angeles – Celebration of Los Angeles;
- 1991: “RA” Art Gallery, Melrose Avenue, Los Angeles – Greek Mythology in Modern Expression;
- 1992: Art Gallery of Polish General Consulate in Los Angeles. Wystawa indywidualna. – Polish Village Zakopane in California;
- 1992: V Międzynarodowe Triennale Rysunku, Wrocław[18];
- 1993: Space Gallery, Kraków – Spirytualizm, Symbolizm, Szamanizm;
- 1997: Święto Ulicy Krupniczej pod auspicjami Konsulatu Generalnego Austrii.w Krakowie Wystawa indywidualna – Świat i Ludzie w malarstwie i rysunkach J. Feinera;
- 1998: Zbiorowa Wystawa Jubileuszowa – 25 lat aktywności Galerii „GIL” przy Politechnice Krakowskiej.
- 1998: Wystawa zbiorowa Grupy „KRAK” w Modern Art Gallery, Wilshire Boulevard, Los Angeles.
- 1998: Wystawa zbiorowa w Art. Share Los Angeles. Zostały wystawione cztery duże obrazy pt. Refleksja 1-4/Publikowane w katalogu wydanym przez Warehouse Gallery/;
- 1999: Wystawa indywidualna. Retrospective Art Show in the Pool Gallery over 200 pictures published by Asmine Boy on the internet, Valley Glen, Greater Los Angeles Area.
- 1999: Wystawa zbiorowa organizowana przez Art & Service na University Long Beach, Long Beach, Kalifornia;
- 2001: Wystawa zbiorowa: Drugi Festiwal Sztuki w Los Angeles organizowany przy współudziale Polskiego Konsulatu w Santa Monica, Kalifornia;
- 2001: Wystawa kartonów do zrealizowanego fresku w Audytorium w Los Angeles pod tytułem: Extention of Knowledge – współpraca z synem Piotrem; Dwadzieścia kartonów zostało wystawionych w Galerii Temporary Contemporary w Krakowie.
- 2001: Obchody jubileuszu pod nazwąPochód Bogów w Galerii Temporary Contemporary w Krakowie, wystawionych zostało czterdzieści monumentalnych obrazów.
- 2002: Galeria Stowarzyszenia „Wspólnota Polska” w Krakowie – Sceny Biblijne[19];
- 2004: Galeria Faust w Krakowie – „Faustowskie Sny i Zjawy”[20];
- 2005: Wystawa indywidualna. Galeria RIO w Krakowie – Złoty Faust[21];
- 2006: Indywidualna wystawa malarstwa w Galerii Konsulatu Generalnego Austrii w Krakowie.
- 2007: Wystawa malarstwa Jerzego Feinera w Pałacu Sztuki[22] gmachu Towarzystwa Przyjaciół Sztuk Pięknych w Krakowie.
- 2008: Wystawa malarstwa w Galerii Temporary Contemporary w Krakowie[23];
- 14 kwietnia 2009. Indywidualna wystawa malarstwa w Galerii Temporary Contemporary w Krakowie. Podczas wernisażu nagrano film „Magia Spektaklu w Twórczości Jerzego Feinera” w którym grają i śpiewają: Bożena Zawiślak-Dolny diva opery krakowskiej, Renata Żełobowska-Orzechowska pianistka, Tomasz Kuk tenor opery krakowskiej, Szymon Klima klarnecista i Roch Modrzejewski gitarzysta[24].
- 2010: Indywidualna wystawa w Galerii Konsulatu[25] Generalnego Austrii w Krakowie.
- 2011: Wieczór pamięci Anny Kaczorowskiej-Feiner i wystawa malarstwa Jerzego Feinera w Galerii Temporary[26] Contemporary w Krakowie.

## Publikacje
- „Stosowanie metod światłoprzestrzennych we wnętrzach przeznaczonych do ekspozycji”, Wyd. Politechnika Krakowska 1975[27]; „Reflected Daylight in Architectural Design” z podtytułem „The Theory of Inter-Reflection”[28],
- „O wpływie dziennego światła odbitego na kształtowanie niektórych obiektów architektonicznych użyteczności publicznej” Rodzaj publikacji: Książka. Wydawca: Kraków: [s.n.] 1966 Uwaga dotycząca dysertacji: Praca doktorska. Politechnika Krakowska. Wydział Architektury. 1966. Promotor: prof. Zbigniew Kupiec;
- „Sprzęt użytkowy norweski” Rodzaj publikacji: Książka; Format: druk. Wydawca: Kraków: Politechnika Krakowska 1963. Dostęp online: pełny tekst dostępny w Repozytorium PK.